# Rameau (botanique)
Pour les articles homonymes, voir Rameau.
Un rameau, en botanique, est une subdivision (ramification), plus petite, d'axes végétatifs ramifiés des plantes. En général, il désigne une ramification latérale de nature caulinaire, développée à partir d'un bourgeon et portant ou non des feuilles. Il s'agit d'une petite branche (rameau lignifié) chez les plantes ligneuses, ou plus généralement l'axe secondaire d'un axe feuillé principal (non ligneux) chez les plantes.
La ramule ou ramuscule désigne un jeune rameau . La ramille est un petit rameau  non ramifié.  La brindille est un jeune et grêle rameau, vif ou desséché.
Chez un arbre ou arbuste, l'ensemble des branches, des rameaux secondaires et du feuillage forment la ramure, le houppier comprenant la ramure et le feuillage.
À l'état juvénile, une branche, pas encore lignifiée, est un rameau.

## Utilisations
Tout comme l'aubier, les rameaux de l'année constituent la partie vivante du bois. Ils sont composés de lignine non polymérisée. Cette lignine jeune et facilement dégradable est utilisée pour fabriquer du bois raméal fragmenté (BRF).